# Khu dự trữ sinh quyển Mongol Daguur
Khu dự trữ sinh quyển Mongol Daguur hay Khu dự trữ sinh quyển Mông Cổ Dauria là một khu bảo tồn thiên nhiên nằm tại Dornod, phía đông Mông Cổ. Nó là ví dụ của một trong những khu vực đồng cỏ lớn nhất còn nguyên vẹn trên thế giới. Với diện tích 8.429.072 hécta (20.828.690 mẫu Anh), nó được UNESCO công nhận là Khu dự trữ sinh quyển thế giới từ năm 2005, cùng với Khu trú ẩn tự nhiên Ugtam và Khu bảo tồn thiên nhiên Daursky ở Nga tạo thành Di sản thế giới được công nhận mang tên "Phong cảnh Dauria".

## Mô tả
Khu vực này có địa hình dao động từ 700 đến 1.100 mét so với mực nước biển. Diện tích khu vực lõi là 570.374 hécta (1.409.420 mẫu Anh) được bao quanh bởi một vùng đệm 1.072.220 hécta (2.649.500 mẫu Anh) và khu vực chuyển đổi rộng 6.786.477 hécta (16.769.750 mẫu Anh). Tại đây có môi trường sống gồm thảo nguyên, đá, cồn cát và đầm lầy.
Khu bảo tồn này được chia thành hai khu vực. Khu vực phía bắc rộng lớn hơn nằm dọc theo [Khu bảo tồn thiên nhiên Daursky] của Nga. Nó nằm ở phía nam của hồ Torey và bao gồm đồng cỏ thảo nguyên và một số vùng đất ngập nước. Khu vực phía nam nhỏ hơn bao gồm lưu vực sông Ulz và các vùng đất ngập nước liên quan. Khu vực này là nhà của loài Sếu gáy trắng quý hiếm cùng nhiều loài khác. Vùng lõi được chỉ định là Khu vực được bảo vệ đặc biệt nhằm bảo tồn đàn Linh dương gazelle Mông Cổ. Các khu vực chuyển tiếp được sử dụng cho du lịch bền vững và chăn thả gia súc, loại bỏ động vật hoang dã khi cần thiết, bảo tồn rừng và là nơi thu thập các cây dược liệu cho 11.800 cư dân mục vụ.